# Liste der Einträge im National Register of Historic Places im Stephens County (Texas)
Die Liste der Registered Historic Places im Stephens County führt alle Bauwerke und historischen Stätten im texanischen Stephens County auf, die in das National Register of Historic Places aufgenommen wurden.

## Aktuelle Einträge
| Lfd. Nr. | Name                       | Bild | Datum der Eintragung | Adresse/Lage       | Ort          | ID       | Beschreibung |
| -------- | -------------------------- | ---- | -------------------- | ------------------ | ------------ | -------- | ------------ |
| 1        | Fort Davis Family Fort     |      | 28. Okt. 1992        | Address Restricted | Breckenridge | 92001363 |              |
| 2        | Stephens County Courthouse |      | 9. Juli 1997         | 200 W. Walker St.  | Breckenridge | 97000781 |              |